# Podocnemis erythrocephala
Podocnemis erythrocephala is een schildpad uit de familie scheenplaatschildpadden (Podocnemididae).

## Naam en indeling
De wetenschappelijke naam van de soort werd voor het eerst voorgesteld door Johann Baptist von Spix in 1824. Oorspronkelijk werd de wetenschappelijke naam Emys erythrocephala gebruikt. De soortaanduiding erythrocephala is een samenstelling van Oudgrieks ἐρυθρός (eruthrós), 'rood' en κεφαλή (kephalḗ), 'hoofd/kop'.

## Kenmerken
De schildpad bereikt een schildlengte tot 32 centimeter. Het schild is bruin tot zwart van kleur, de schildrand is lichter. Het schild wordt breder naar de achterzijde toe. Het koepelvormige schild is op zijn hoogst aan de voorzijde. De kop draagt brede, gladde schubben, tussen de neusgaten en de ogen is een lengtegroef aanwezig. De kop en de snuit zijn langwerpig. De kop van de juvenielen draagt vele rode vlekken, die alleen bij volwassen mannetjes behouden blijven. Vrouwtjes krijgen naarmate ze ouder worden een bruine kop. Aan de onderzijde van de staart zijn negen witte schubben aanwezig achter de cloaca.
De plastronformule is als volgt: abd > pect > fem > intergul > an > gul >< hum.

## Levenswijze
Op het menu staat voornamelijk plantaardig materiaal zoals algen en waterplanten maar ook in het water gevallen plantendelen zoals fruit en zaden worden gegeten. Onder andere delen van de plantenfamilies vlinderbloemenfamilie (Fabaceae), Loranthaceae, grassenfamilie (Poaceae), sterbladigenfamilie (Rubiaceae) en Sapotaceae worden geconsumeerd. Op het water drijvende deeltjes worden naar binnen gezogen waarna het water wordt uitgeperst en de voedseldeeltjes worden ingeslikt. Ook vlees wordt gegeten, in de magen van de schildpadden werden delen van vissen, kreeftachtigen, insecten en spinnen aangetroffen. De schildpad wordt soms door hengelaars gevangen omdat van het aas wordt gegeten.
De vrouwtjes zetten vijf tot dertien eieren af die een witte kleur hebben en een harde schaal. De eieren worden gedeponeerd in een ondergrondse nestkamer die een ovale vorm heeft. De eieren zijn langwerpig van vorm en meten ongeveer 40 bij 28 millimeter.

## Verspreiding en habitat
Deze soort komt voor in delen van Zuid-Amerika en leeft in de landen Brazilië, Colombia en Venezuela. De habitat bestaat uit rivieren, veelal zwartwaterrivieren maar ook in regenwaterrivieren is de schildpad aangetroffen, vaak in troebel water.

## Beschermingsstatus
Door de internationale natuurbeschermingsorganisatie IUCN is de beschermingsstatus 'kwetsbaar' toegewezen (Vulnerable of VU).